# Chanai
Chanai (nep. चनै) – gaun wikas samiti w zachodniej części Nepalu w strefie Lumbini w dystrykcie Kapilvastu. Według nepalskiego spisu powszechnego z 2001 roku liczył on 1487 gospodarstw domowych i 9320 mieszkańców (4472 kobiet i 4848 mężczyzn).